# Happy Buccaneer
Happy Buccaneer – судно для перевезення великовагових вантажів. Належить до типу Lo-Lo (Lift on/lift out), тобто провадить завантаження та розвантаження за допомогою власного кранового обладнання. 

## Характеристики
Судно спорудили у 1984 році на японській верфі Hitachi Zosen на замовлення нідерландської компанії Mammoet Shipping (наразі BigLift Shipping), яка спеціалізується у перевезеннях нестандартних вантажів.
Первісно його обладнали двома щогловими кранами вантажопідйомністю по 550 тон, які в 2006 році модернізували до показників у 700 тон. Крани здатні підймати повний вантаж на висоту до 28 метрів (516 тон – до 36 метрів). Відкрита палуба має площу 3067 м2, під нею розташовується твіндек площею 2275 м2, а ще нижче, над резервуарами, знаходиться вантажний трюм площею 1344 м2. Всі палуби витримують навантаження до 15 тон/м2. Транспортування вантажу можна провадити зі знятими люками двох верхніх палуб, що створює єдиний вантажний простір. 
Операційна швидкість Happy Buccaneer складає 14,8 вузлів, а силова установка складається з двох двигунів Hitachi Sulzer потужністю по 3,84 МВт.
Особливістю судна також є можливість здійснення вантажних операцій горизонтальним методом (ро-ро), для чого воно обладнане рампою, розрахованою на навантаження у 2500 тон.

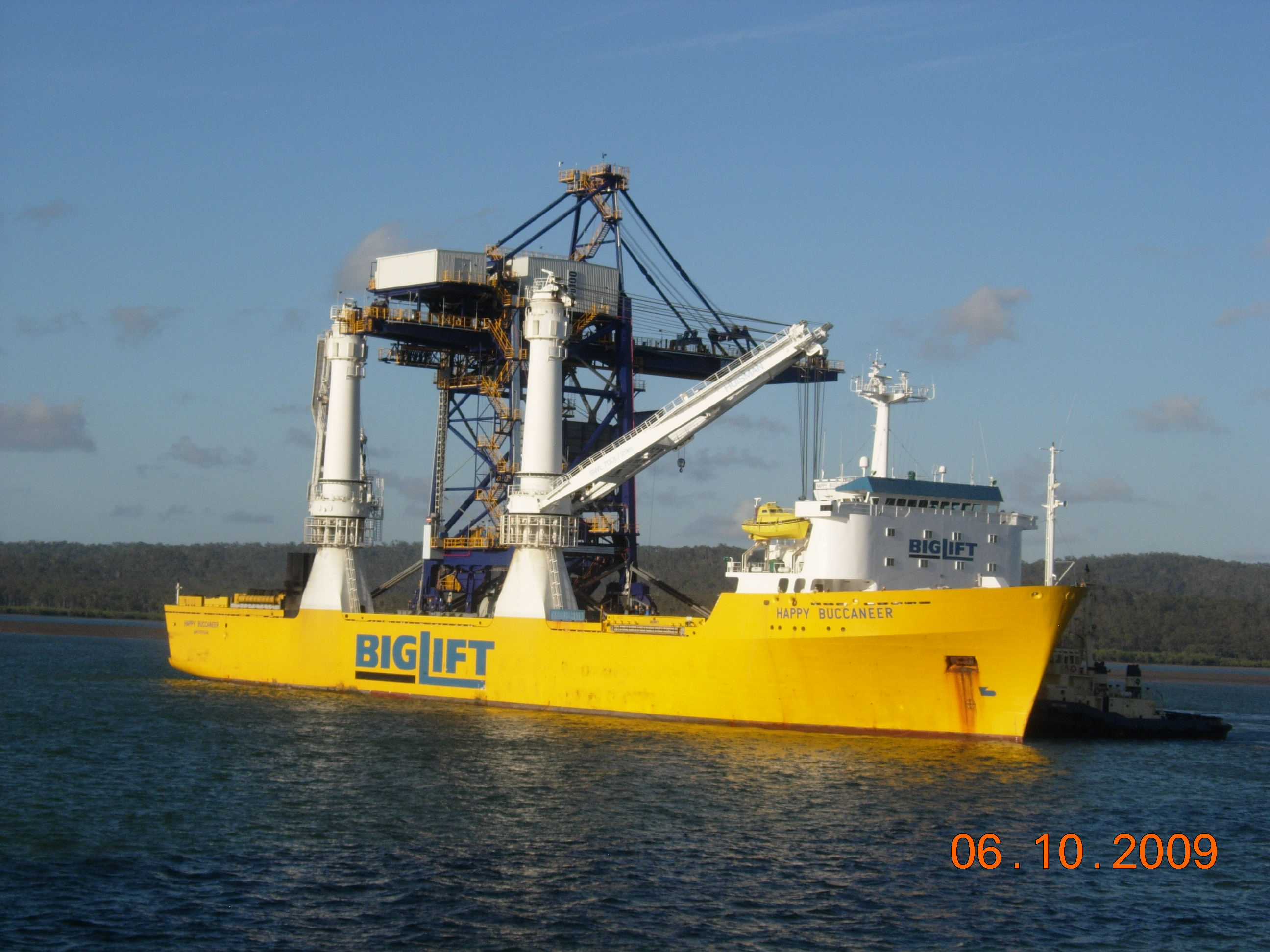

Потужне кранове обладнання Happy Buccaneer ставить його в один ряд з плавучими кранами великої вантажопідйомності, проте останні не призначаються для транспортування вантажів (хоча можуть переміщувати об’єкти на помірні дистанції, наприклад, на стропах). Призначенням судна є доставка важких нестандартних вантажів, наприклад, портового обладнання (крани, перевантажувачі), модулів офшорних нафтогазових платформ, обладнання нафтохімічної промисловості. При цьому за необхідності судно може провести операцію з монтажу доставленого об’єкту.

## Завдання судна
У 2009 та 2011 роках судно доставило два вугільні завантажувачі для нових причалів Kooragang 8 та Kooragang 9 (проекти NCIG-1 та -2) у порту Ньюкасла на південно-східному узбережжі Австралії. 
Приблизно в той же час Happy Buccaneer задіяли в іншому австралійськом проекті на протилежному, північно-західному узбережжі континенту – розширенні комплексу Порт-Гедленд, з якого здійснюється вивіз залізної руди. Судно доставило сюди модулі чотирьох нових причалів, а також призначені для кожного з них завантажувальні машини. При цьому для монтажу деяких елементів Happy Buccaneer спеціально оснастили новою стрілою.
2012-го судно доставило з Чжанчжоу (Китай, провінція Фуцзянь) до Окпо (Південна Корея) надпотужний кран вантажопідйомністю 4000 тон, призначений для глибоководного будівельного судна Aegir.
В 2013-му Happy Buccaneer перевезло два вугільні перевантажувачі вагою по 1000 тон з китайського міста Цідун до Марокко, де вони були потрібні в межах розширення ТЕС Джорф-Ласфар.
У 2014-му судно протранспортувало обладнання з Куантану (Малайзія) для гігантського нафтохімічного комплексу Садара, який споруджувався в Саудівській Аравії спільним підприємством Saudi Aramco та Dow Chemical. Під час рейсу колонну для розділення пропілену та пропану довжиною 83 метри перевезли під палубою Happy Buccaneer, тоді як колонну для вилучення метанолу довжиною 84 метри та вагою 860 тон – на палубі.
Того ж 2014-го судно доставило перевантажувач для третього етапу австралійського вугільного терміналу Хай-Поінт у штаті Квінсленд (північна частина східного узбережжя контенента). Машина важила 1290 тон і мала висоту 50 метрів при інших розмірах 26х26 метрів.
Через кілька місяців Happy Buccaneer протранспортував чергові модулі комплексу з відвантаження залізної руди у австралійському Порт-Гедленд. Після доставки судно, використовуючи своє кранове обладнання, одразу встановило модулі на підготовані для них палі.

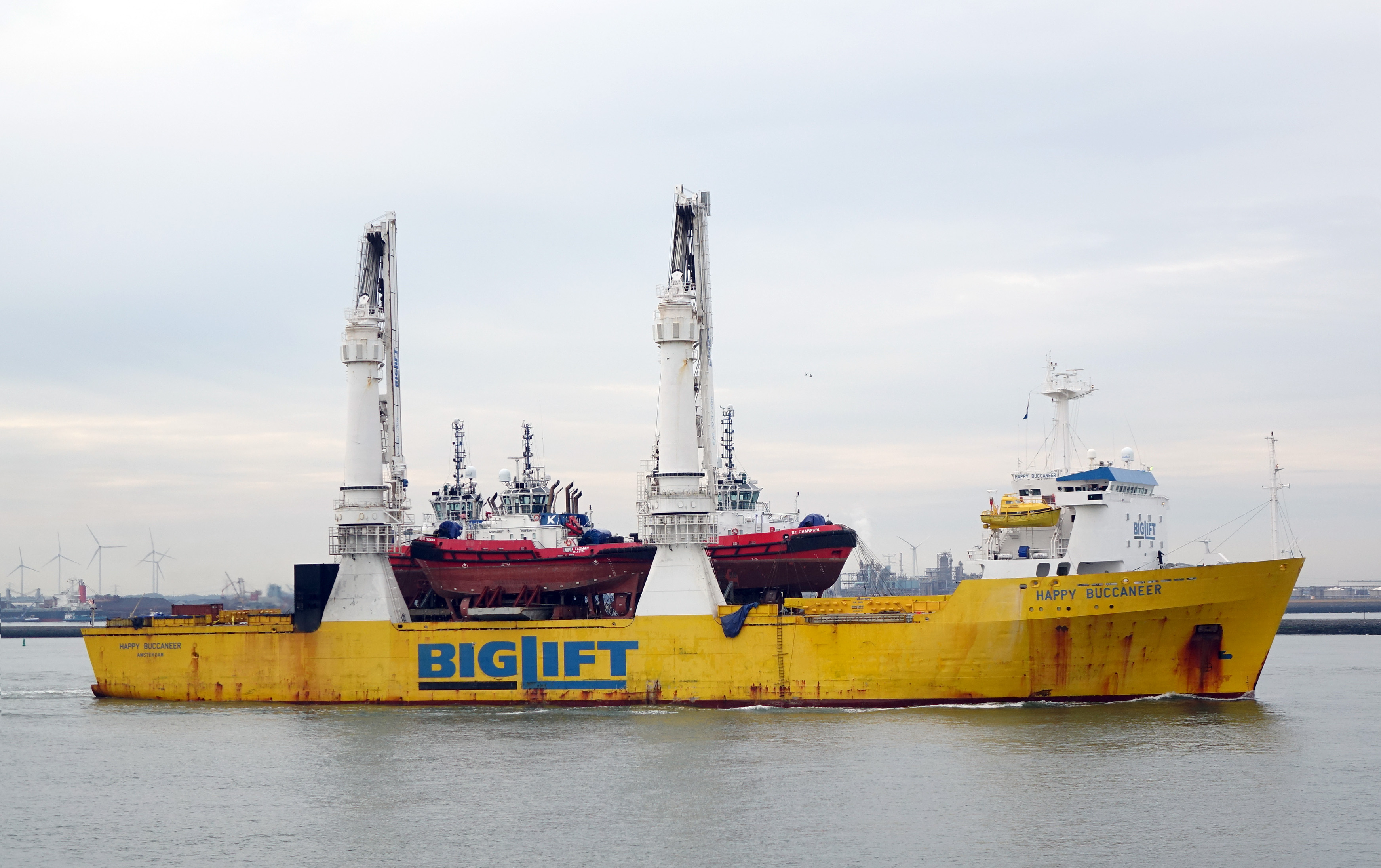

Все в тому ж 2014-му Happy Buccaneer перевіз до Брунею за один рейс три буксири вагою по 720 тон та розмірами 28х12х15 метрів. Доволі поширена операція з транспортування малих суден в цьому випадку мала певну особливість через розміщення гвинтів буксирів під їх корпусами, що вимагало забезпечення щонайменше 2,7 метра відстані між палубою та вантажем.   
В січні 2016 судно доставило вугільний перевантажувач вагою 1200 тон та висотою 45 метрів з тайванського Гаосюну на ТЕС Харамачі (Японія). Обладнання було потрібне для заміни пошкодженого під час руйнівного цунамі, котре сталось в березні 2011-го. Після доставки перевантажувача Happy Buccaneer встановило його на рейки, з яких він провадитиме свою роботу.
Одразу після цього Happy Buccaneer попрямувало до Китаю, де в Чжанцзяган біля Нантонга прийняло два вугільні перевантажувачі вагою по 650 тон, призначені для нової теплової електростанції на острові Мінданао. Враховуючи необхідність проходження під мостом на Янцзи, вантаж розмістили на твіндеку, залишивши люки верхньої палуби відкритими на час рейсу.
Влітку 2016-го судно знову відвідало узбережжя австралійського штат Новий Південний Уельс, доправивши до Ньюкаслу два вугільні перевантажувачі вагою по 700 тон. Вони призначались для заміни трьох відпрацювавших по чотири десятки років перевантажувачів терміналу Каррінгтон.
Ще одним завданням для Happy Buccaneer стало перевезення з іспанського Більбао п’яти колон для модернізації перуанського НПЗ Талара. Вони мали довжину від 23 до 74 метрів, а дві з них важили понад 700 тон кожна. Вибір судна пояснювався його здатністю до розвантаження через рампу, що було важливе для південноамериканського порту. В отсанньому очікувався сильний прибій та потужні припливні явища, котрі перешкоджали використанню в операції кранового обладнання. Напередодні прибуття Happy Buccaneer порт вже кілька тижнів перебував закритим через погану погоду, так що спершу довелось відновить пошкоджений дощами причал, куди з судна мали викотити обладнання.
У 2018 судно розпочало виконання замовлення по доставці із Гдині (Польща) кранів для модернізації двох портів у штаті Вірджинія (атлантичне узбережжя США). Для Virginia International Gateway призначаються 26 кранів вагою по 180 тон з ромірами 28х17х25 метрів, тоді як Norfolk International Terminal отримає 60 одиниць вагою по 186 тон з розмірами 31х16х25 метрів. За один рейс тривалістю 1,5 місяці Happy Buccaneer перевозитиме 6-7 кранів, а виконання контракту розраховано завершити у першій половині 2020 року.